# بخش ماکوانپور
بخش ماکوانپور (به لاتین: Makwanpur District) یک بخش در نپال است که در استان شماره ۳ واقع شده‌است. بخش ماکوانپور ۲٬۴۲۶ کیلومتر مربع مساحت و ۴۲۰٬۴۷۷ نفر جمعیت دارد.